# Jean-Nicolas Jennesson

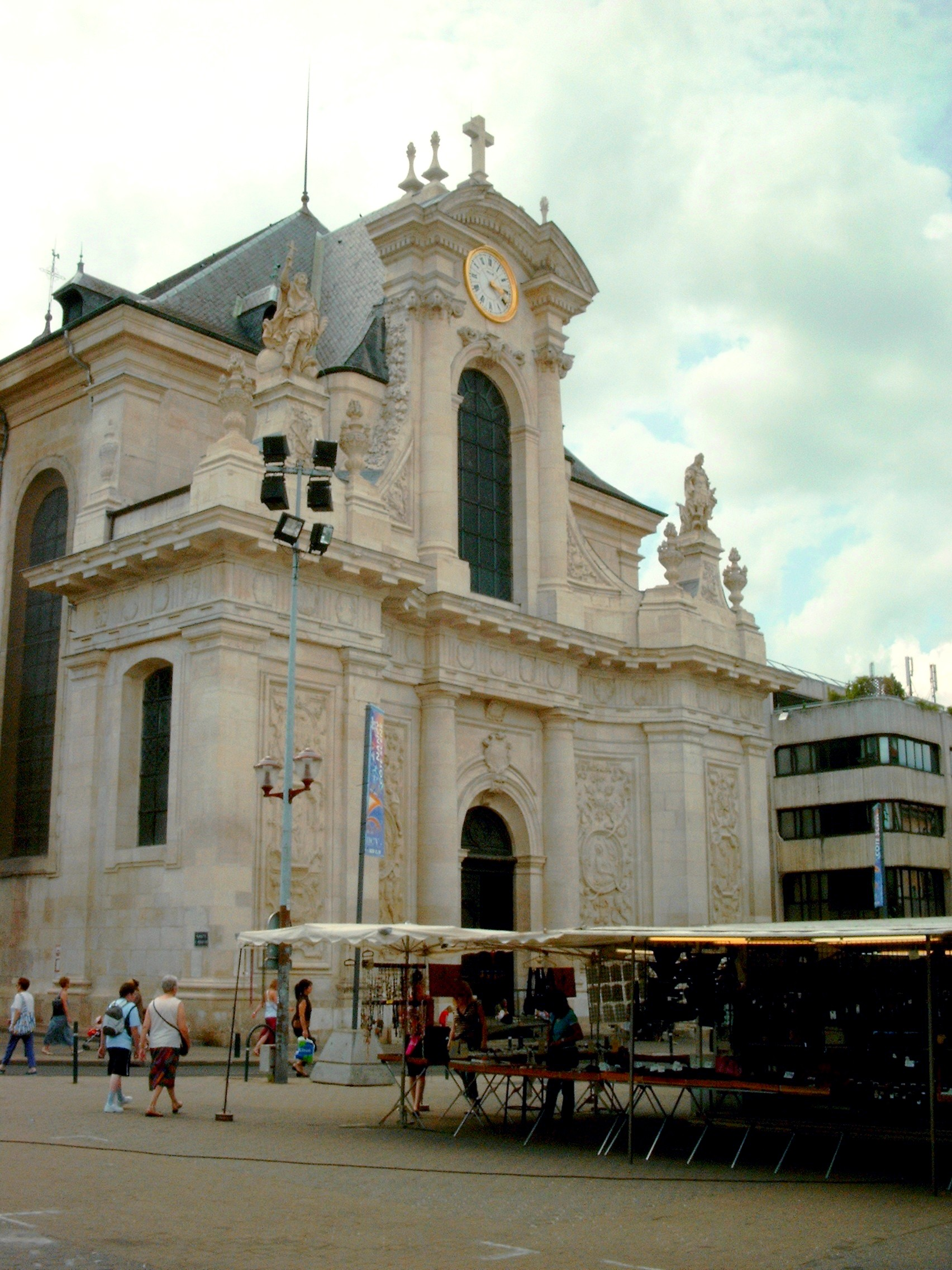
Église Saint-Sébastien, Nancy

Jean-Nicolas Jennesson, né à Nancy le 26 mai 1686 et mort dans la même ville le 12 mai 1755, est un architecte lorrain.
Il était marié à Jeanne Martin.
On lui doit l'église Saint-Sébastien de Nancy, probablement les travaux initiaux de l'église Saint-Jacques de Lunéville et de l'abbaye Saint-Rémy de Lunéville ainsi que le Palais abbatial de Remiremont.

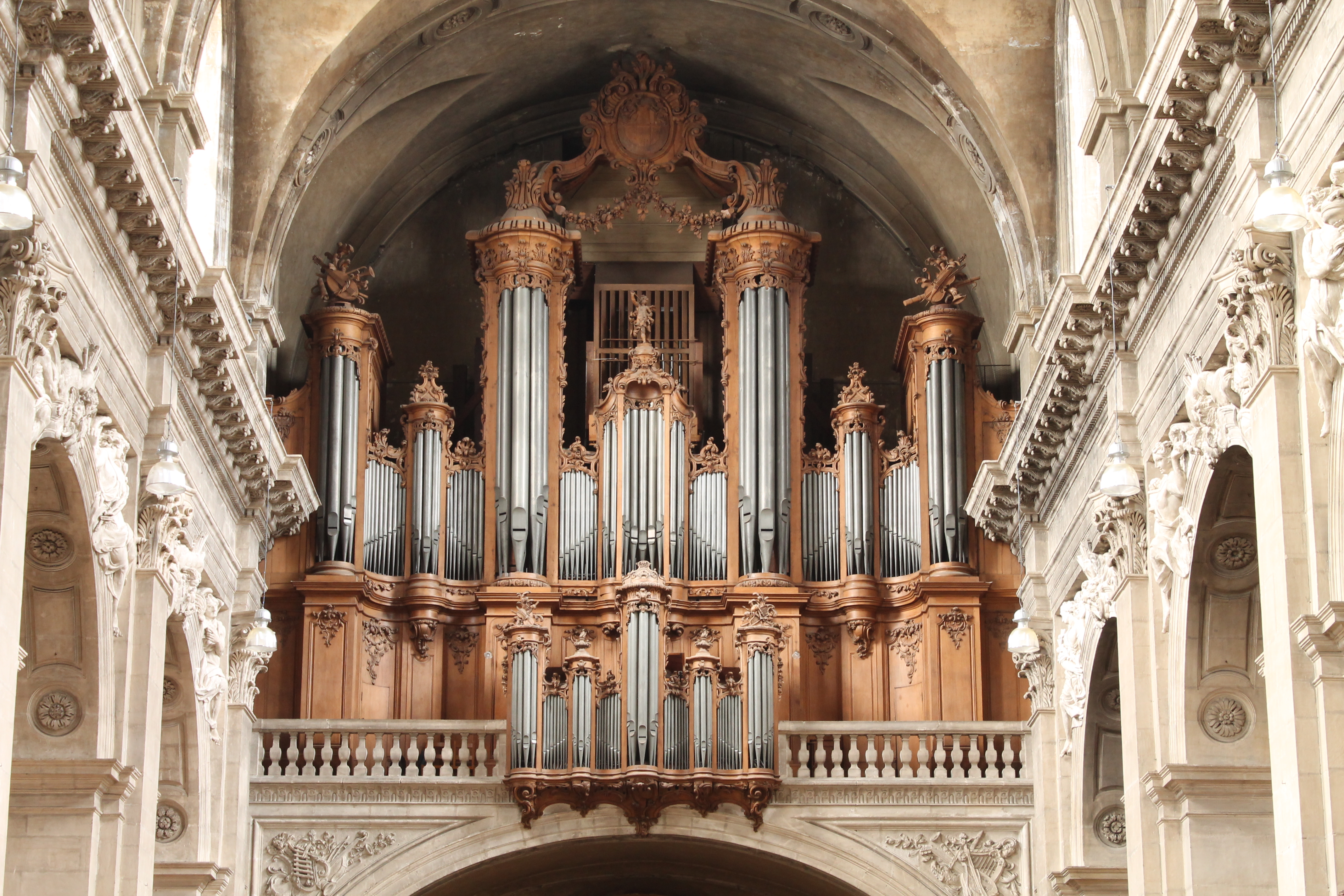
Le grand orgue de la cathédrale de Nancy

En 1725, il dirige la construction de la Maison Grisot, également dénommée Maison des Sœurs Macarons, rue de la Hache à Nancy. Cette maison est commandée par Antoine Grisot de Bellecroix qui fera également construire son hôtel particulier, adjacent à cette maison. Aujourd'hui cette partie de la rue de la Hache est devenue la rue des Sœurs Macarons, et la Maison des Sœurs Macarons et l'hôtel particulier portent respectivement les numéros 10 et 8.
Il est aussi l'auteur de l'ancienne église Saint-Pierre (près de l'hôtel de la Mission Royale avenue du Maréchal-de-Lattre-de-Tassigny à Nancy), en 1736, et de l'ancien Hôtel Marin (au 92 de cette même avenue, devenu annexe de l'hôpital au XIXe siècle) ; il avait également édifié l'église des Trois-Maisons - Boudonville (remplacée en 1855 par l'église Saint-Vincent-Saint-Fiacre néogothique de Prosper Morey).
En 1757, il est l'auteur de la tribune et probablement du buffet du grand orgue de la cathédrale de Nancy.
Depuis 1917, son corps repose dans le collatéral sud de l'église Saint-Sébastien de Nancy.
Une rue de Nancy porte son nom.